# Couleuvre à ventre rouge
Storeria occipitomaculata
Espèce
Synonymes
- Coluber occipitomaculatus Storer, 1839

Statut de conservation UICN

 LC  : Préoccupation mineure
La Couleuvre à ventre rouge, Storeria occipitomaculata, est une espèce de serpents de la famille des Natricidae.

## Répartition
Cette espèce se rencontre à l'est de l'Amérique du Nord, dans les régions suivantes:
- au Canada dans le sud-est de la Saskatchewan, au Manitoba, en Nouvelle-Écosse, en Ontario, au Québec et dans l'Île-du-Prince-Édouard ;
- dans l'est des États-Unis au Minnesota, en Iowa, au Nebraska, à l'est du Kansas, à l'est de l'Oklahoma, au Dakota du Sud et du Nord, dans l'Est du Texas, au Missouri, en Arkansas, en Louisiane, au Wisconsin, en Illinois, au Michigan,  en Indiana,  en Ohio, au Kentucky, au Tennessee, au  Mississippi, en Alabama, en Géorgie, au nord de la Floride, en Caroline du Sud, en Caroline du Nord, en Virginie, en Virginie-Occidentale, en Pennsylvanie, dans le Delaware, au Maryland, au New Jersey, dans l'État de New York, au Connecticut, au Massachusetts, au Vermont, au sud du New Hampshire et au sud du Maine.

## Description
Elle mesure environ de 20 à 30 cm de longueur. La couleur de son corps est brun, gris ou noir et le ventre est rouge orangé vif. Son cou est orné de trois taches claires.
Cette espèce niche sous des troncs d'arbres, des tas de bois, des terrains boisés ou découverts. Contrairement aux autres couleuvres, celle-ci sort rarement se chauffer au soleil.

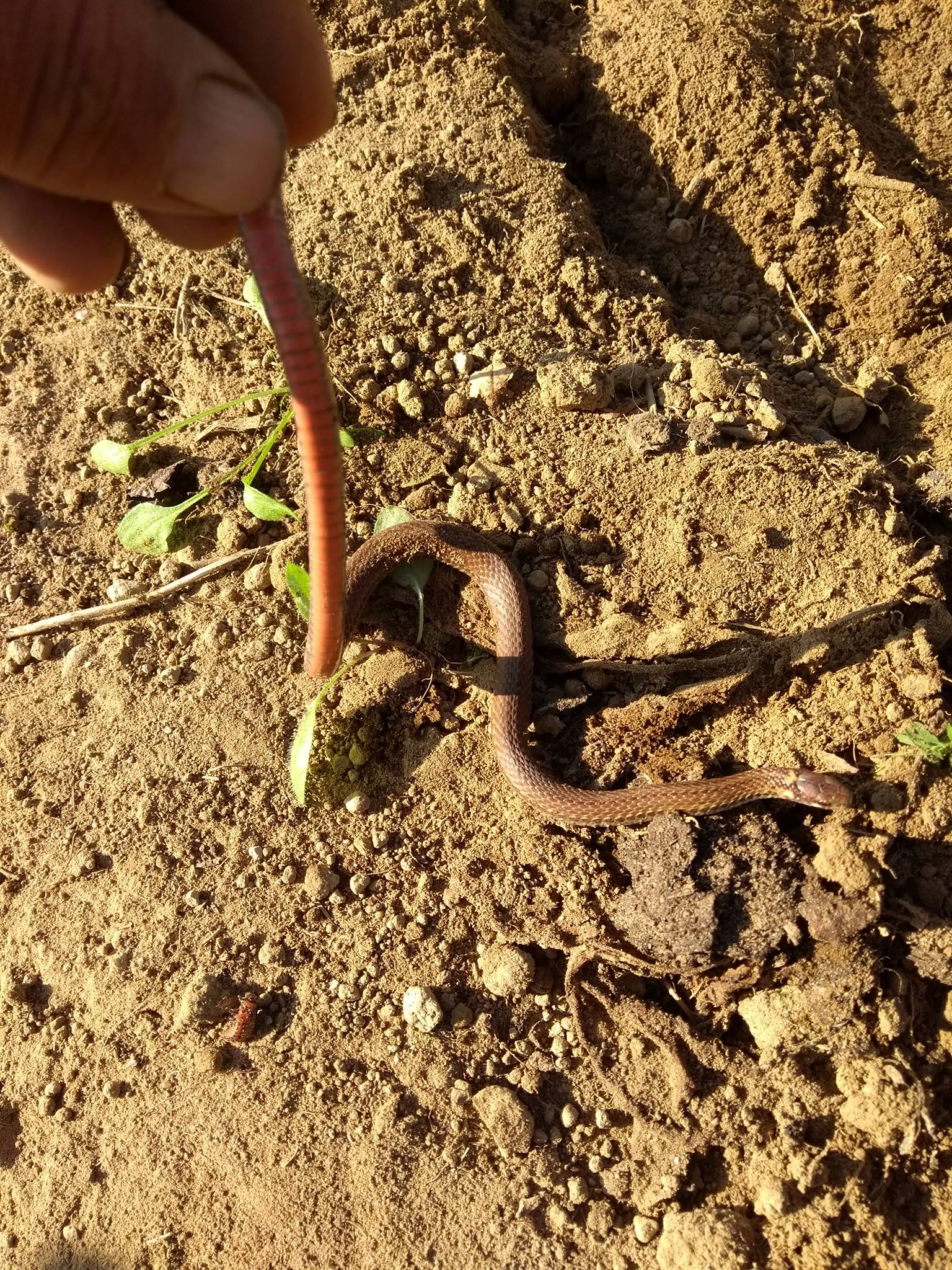
Soutenue par la queue, afin de voir la couleur de son ventre.

La couleuvre à ventre rouge se nourrit presque exclusivement de vers de terre.
La couleuvre à ventre rouge possède des écailles carénées et une plaque anale divisée. Cette espèce est vivipare et donne naissance à une portée de trois à douze petits.

## Liste des sous-espèces
Selon The Reptile Database (6 septembre 2013) :
- Storeria occipitomaculata obscura Trapido, 1944
- Storeria occipitomaculata occipitomaculata (Storer, 1839)
- Storeria occipitomaculata pahasapae Smith, 1963

## Publications originales
- Smith, 1963 : The identity of the Black Hills population of Storeria occipitomaculata, the red-bellied snake. Herpetologica, vol. 19, no 1, p. 17-21.
- Storer, 1839 : Report on the fishes, reptiles and birds of Massachusetts, p. 1-426 (texte intégral).
- Trapido, 1944 : The snakes of the genus Storeria. American Midland Naturalist, vol. 31, no 1, p. 1-84.